# Škofija Mackenzie-Fort Smith
Škofija Mackenzie-Fort Smith je rimskokatoliška škofija s sedežem v Yellowknifu (Severozahodni teritoriji, Kanada).

## Geografija
Škofija zajame področje 1.523.400 km² s 49.150 prebivalci, od katerih je 27.050 rimokatoličanov (55,0 % vsega prebivalstva).
Škofija se nadalje deli na 46 župnij.

## Škofje
- Paul Piché (13. julij 1967-24. januar 1986)
- Denis Croteau (24. januar 1986-10. maj 2008)
- Murray Chatlain (10. maj 2008–6. december 2012)
- Mark Andrew Hagemoen (15. oktober 2013–sedanjost)